# Козачий націоналізм

Прапор Козачого національно-визвольного руху

Козачий націоналізм (Вільно-козачий рух) — суспільно-політичний рух, який добивається визнання донських, кубанських, астраханських, терських, уральських козаків єдиною політичною нацією і створення держави козаків — Козакії.

## Боротьба за державність

### На козацьких землях

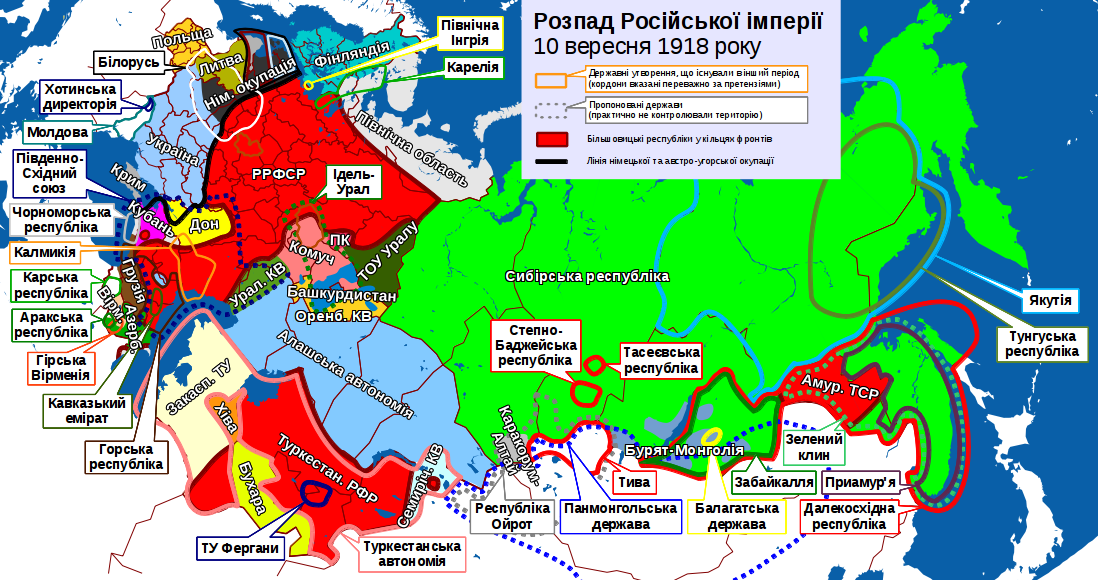
Козацькі державні утворення та Південно-Східний Союз на карті розпаду Російської імперії

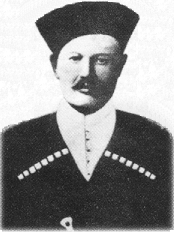
Голова Кубанської Крайової Ради М. Рябовіл

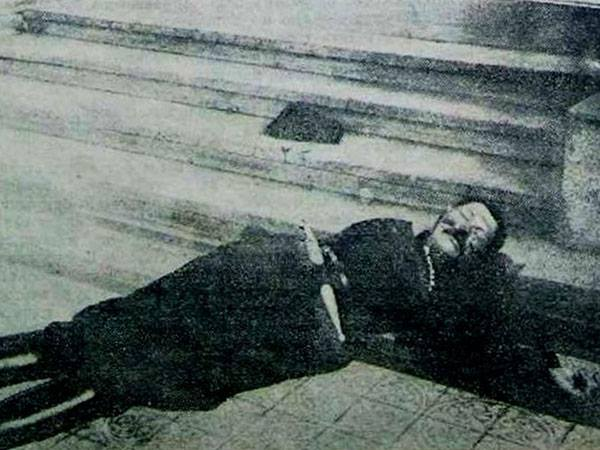
Голова Кубанської Крайової Ради М. Рябовол, застрелений білогвардійцем

З перших днів Жовтневого перевороту представники різних козачих земель роблять спроби заявити про козацтво не лише як окремий стан російського народу, а як про окремий національний рух, який прагне набуття широкої національно-політичної автономії. Низка різких та радикальних кроків козаків ставить їх в опозицію до Тимчасового уряду, козаки заявляють про себе як про окремий політичний суб'єкт. Отаман Каледін влітку 1917 року остаточно розриває з Тимчасовим урядом і заявляє про незалежність Області Війська Донського, утворює союз козаків Дону, Кубані та Тереку (Рада союзу козачих військ) і починає збирати військові сили для придушення більшовицького заколоту.
20-24 вересня 1917 р. у Катеринодарі відбувається перша конференція представників Донського, Кубанського і Теркського урядів, яка вирішили розширити Союз на шість козачих військ, горців Північного Кавказу і степових народів. 20 вересня 1917 у Владикавказі був остаточно обговорений та вироблений проєкт союзної угоди. До Південно-Східного Союзу увійшли: Донське, Кубанське, Теркське, Астраханське, Уральське, Оренбурзьке війська, горці Північного Кавказу, Калмицький військовий уряд та губернії Ставропільська і Чорноморська. На чолі Союзу був поставлений Об'єднаний уряд. Після ухвалення рішення про заснування Союзу, члени Об'єднаного уряду роз'їхались для доповіді своїм урядам про конституцію Союзу. Конституцію союзу встигли ратифікувати Дон, Кубань та Калмикія. З початком запеклих бойових дій козацьких військ з більшовиками, ратифікація конституції Союзу відкладалась козацькими урядами і, зрештою, так і не була ухвалена. Проте ідея Союзу козачих військ починає набувати популярності.
Ідея козачого союзу була втілена у липні 1918 року, з ініціативи Донського Отамана, який запропонував проєкт нової конституції (16 пунктів). Згідно цього документу Донсько-козачий союз виникав з самостійних держав: Великого Війська Донського, Кубанського, Теркського і Астраханського військ, союзу горців Північного Кавказу та Дагестану, об'єднаних в одну державу на федеративних засадах. Цей проєкт не був втілений у життя через рішучий протест та втручання Добровольчої армії та генерала Денікіна.
У лютому 1919 Кубанська Рада зробила пропозицію про скликання конференції козачих та кавказьких державних утворень для вирішення питання про створення союзної держави, однак внаслідок чергового втручання білогвардійців конференція не відбулась. Однак Донське Військове Коло бере на себе ініціативу скликання конференції, яка зібралась 11 червня 1919 р. у Ростові-на-Дону. На першому ж засідання конференції було вирішено, що членами конференції можуть бути лише представники державних утворень. Урочисте відкриття конференції відбулось 13 червня 1919, тієї ж ночі агентами білогвардійської розвідки був вбитий голова кубанської делегації М. Рябовол, голова Кубанської Крайової Ради.
Вбивство Рябовала спричинило конфлікт між козаками та білогвардійцями. Козацький самостійницький рух набув більшої популярності. Восени 1919 р. виникла ідея скликання Верховного Кола Дона, Кубані і Терека, який зібрався у Катеринодарі 5 січня 1920 р. у складі 150 депутатів, обраних у великих Військових Колах та на Крайовій Раді. 12 січня Верхновним Колом було оголошено про намір сформувати союзну державу та створити союзну владу.
Білі з самого початку ставилися до кубанського руху з підозрою, тому були готові співпрацювати з козаками лише за умови їхнього підпорядкування та відмови від автономії.
Після встановлення радянської влади у 1920 окремі козачі повстанські загони діяли на землях Кубані у 1921—1925 рр. Відомими лідерами були Мусій Пилюк (схоплений у 1921), Василь Рябокінь (страчений у 1925 р.) та інші.

### В еміграції

Сотник Армії УНР Михайло Фролов

Вже у листопаді 1920 значна частина козацтва опинилась у вимушеній політичній еміграції. Саме в еміграційних умовах, у середовищі ветеранів Донської та Кубанської армій козацький самостійницький рух набуває інституалізації: з'являються козацькі організації, часописи. Формуються постулати козачого націоналізму, наріжним каменем якого стала незалежна Козакія — держава козаків. У Празі виникла ініціативна група, яка поставила собі на меті поширення ідей козацького націоналізму, утвердження серед козаків думки про необхідність створення незалежної держави Козакія. Серед творців першого козацького націоналістичного середовища були генерал Бикадиров, генерал-лейтенант Старіков, член Кубанської Крайової Ради Білий, сотник Армії УНР М. Фролов, полковник Колєсов, студент Глазков. Саме ці люди постановили називати свій рух Вільно-козачим.
10 грудня 1927 р. у Празі вийшов перший номер двотижневого журналу «Вольное Казачество — Вільне Козацтво» під редакцією М. Фролова та І. Білого. Журнал швидко набув широкої популярності. Журнал став офіціозом вільно-козачого руху. На його сторінках публікувались матеріали, які розглядали будь-які події, явища чи проблеми з точки зору козачих національних інтересів. Осередки вільно-козачого руху почали виникати по всьому світу.

Обкладинка журналу «Казакия»

В міру того як вільно-козачий рух набирав сили та збільшував число прихильників, він привертав дедалі більше уваги білоемігрантів. Прихильники «Единой неделимой России» виступили з рішучим осудом вільно-козачого руху, тавруючи його як зрадницький, сепаратиський, як інтригу ворогів Росії тощо. Відкрита конфронтація з білоемігрантським рухом викликала суперечки серед козаків, частина з яких відійшла від націоналістичних позицій. Після смерті сотника М. Фролова одноосібним редактором журналу «Вольное Казачество — Вільне Козацтво» став І. Білий. Однак методи праці білого не всім були до вподоби, тому з середовища козаків-націоналістів виокремилась опозиція, яка 11 січня 1934 р. заклала «Центральна правління Вільного Козацтва — Козаків-націоналістів» і стали видавати власний журнал «Казакия». Станом на початок Другої світової війни існувало три козацьких еміграційних середовища: група інженера І. Білого з журналом «Вольное Казачество — Вільне Козацтво», група В. Глазкова та група І. Безуглова. Двоє останніх видавали журнали з однаковою назвою «Казакия». Перший типографським методом, другий — роторним. Під час Другої світової війни групи В. Глазкова та І. Безуглова об'єднались для посилення пропагандистської роботи на сході з газетою «Казачий вестник». Інженер Білий, який виступав у своєму журналі прихильником західних союзників, випустив восени 1939 р. останній (272) номер журналу «Вольное Казачество — Вільне Козацтво». По завершенню війни всі три групи об'єднались. Зібравшись на Козаче Коло у Мюнхені влітку 1949 р. козаки обрали своїм отаманом інженера Білого, який у цей час знаходився в Алжирі. Одностайність тривала три роки, після чого козацький націоналістичний рух знову розколовся. Досить тривалий час після Другої світової війни видавалось кілька найменувань козачої періодики: «Казак», двомісячний спадкоємець «Вольного казачества», друкований орган інженера Білого (видавався в Парижі), «Казакія» — орган групи В. Глазкова (видавався в Німеччині під редакцією П. Полякова), місячник «Казачье Единство» (виходив у Парижі під редакцією Є. Гетманова), місячник «Казачья Жизнь — Козаче Життя» — орган Козаче-Американського Народного Союзу під редакцією Ф. Бідгая.
З іншою концепцією монархічної Козакії у 1930-1940-х виступала група гетьманців, очолювана Іваном Полтавцем-Остряницею.

### Сучасність

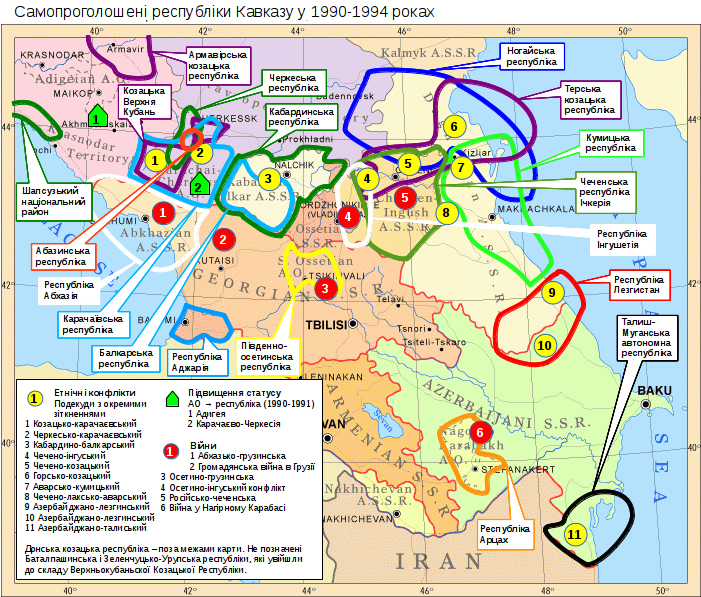
Самопроголошені республіки Кавказу у 1990-х

Починаючи з кінця 1980-х, почалося відродження козацьких військ у Росії, а разом з ними — ідеї козацького автономізму. Восени 1991 року були проголошені Донська, Армавірська, Терська, а також Зеленчуцько-Урупська та Баталпашинська козацькі республіки, причому дві останні об’єдналися у Козацьку Верхню Кубань. Усі разом ці республіки сформували Союз козацьких республік півдня Росії, який розраховував стати однією з союзних республік.
Козаки були офіційно визнані Росією етнічною групою росіян. Окремі організації і у 2010-х виступали за створення козацьких автономій; у ці роки за свою діяльність до позбавлення волі були засуджені козацькі активісти Сергій Лошкарьов, Олександр Дзіковицький, Петро Молоділов.

## Ідеологія

### Походження і національність
| Козаки - це цілком особливий народ, народ, який протягом багатьох століть остаточно сформувався і володіє своїми моральними, духовними та фізичними якостями, так несхожими на якості інших народів |
| Вже саме існування Козацтва, безумовно, тисне і змушує прийняти це існування одними, можливо як зло, а іншими як святеє святих |

### Взаємини з росіянами
| Козаки ніде, ніколи і нікому не нав'язували свого Козацтва, яке не було товаром "для вивозу", яким була ідея "російська", яка запроваджувалась вогнем і мечем, або усілякими "добрими намірами". Козацтво існує і буде існувати як Народ, як ідея, так докорінно відмінна від ідеї "російської". |
| Для великоросійського народу Козачого питання не існує, а є прагнення зайняти його багаті землі, оволодіти виходом до південних морів та світових шляхів. Те, що на цьому шляху з прадавніх часів живе Козачий Народ, те, що цей Народ у своїх кордонах хоче жити своїм козачим життям, - все це великоросійський народ або не хоче, або не може прийняти й визнати. |
| У минулому ми дали Росії чимало: збільшення її території, часто охороняли її кордони, а іноді навіть і порядок — всередині. У цих справах пролили море своєї козачої крові, а з кісток козачих, покладених за російську справу, можна було б звести вежу до самого престолу Всевишнього. І все це не тільки марно, але прямо-таки на загибель свою. |